# Vlagyimir Antonovics Ivasko
Vlagyimir Antonovics Ivasko (oroszul: Влади́мир Анто́нович Ива́шко; Poltava, 1932. október 28. – Moszkva, 1994. november 13.) ukrán névváltozatban Volodimir Antonovics Ivasko (ukránul: Володимир Антонович Івашко) ukrán nemzetiségű szovjet bányamérnök, közgazdász és politikus. 1991. augusztus 24–29. között a Szovjet Kommunista Párt (SZKP) főtitkára volt. 1990. május 15. és 1994. április 22. között az Ukrán Legfelsőbb Tanács képviselője, rövid ideig annak elnöke is volt.

## Életrajza
1950–1956 között a Harkivi Bányászati Főiskolán tanult, ahol bányamérnöki végzettséget szerzett. Ezt követően a főiskola közgazdasági és bányavállalat-szervezési tanszékének munkatársa volt 1962-ig. 1962-től 1966-ig a Harkivi Bányagépészeti, Automatizálási és Számítástechnikai Főiskola (napjainkban Harkivi Rádióelektronikai Főiskola) oktatója volt, ahol tanszékvezető-helyettesi feladatokat is ellátott. 

## Háttér
A Szovjetunió Kommunista Pártja (SZKP) Mihail Szergejevics Gorbacsov lemondása és felfüggesztése között politikailag tehetetlen volt. Az 1990. júliusi 28. kongresszus idejére a pártot nagyrészt képtelennek tekintették az ország vezetésére, és a Szovjetunió tizenöt köztársaságában ellentétes frakciókra szakadt, amelyek vagy a független köztársaságokat vagy a szovjet állam fennmaradását támogatták. A társadalomban betöltött vezető szerepétől megfosztva a párt elveszítette nemzetvezetői tekintélyét, illetve a pártot egységben tartó kohéziót. A tényleges politikai hatalom a Szovjetunió elnökének (Gorbacsov) és az Oroszországi SZSZSZK elnökének (Borisz Jelcin) pozíciójában rejlett. Az augusztusi puccs idején nem nyilatkozott nyilvánosan, hanem a Titkárság nevében leveleket küldött a helyi pártszervezeteknek, amelyben felszólította őket az SZKP támogatására.
Gorbacsov szövetségesét, Ivaskót 1989. szeptember 28-án bevonta az Ukrán Kommunista Párt első titkáraként a régóta szolgálatot teljesítő Volodimir Scserbickij helyére. 1990. március 4-től március 18-ig a kommunisták 331 mandátumot szereztek a Demokratikus Blokk 111 mandátumával szemben. Ivaskót a kommunista többség 1990. június 4-én választotta meg az Ukrán SZSZK Verhovna Rada elnöki posztjára. Mióta a kommunisták felhagytak „vezető szerepükkel ”1990 elején, ez a tisztség most felváltotta a Kommunista Párt első titkárának pozícióját mint Ukrajna legbefolyásosabb pozícióját.
1990. június 22-én mondott le első titkári posztjáról, miután az ellenzék tiltakozott az ellen, hogy egyidejűleg elfoglalta a kormánypárt első titkári és a törvényhozás elnöki posztját. 1990. július 9-én azonban ő is lemondott az Ukrán SZSZK Verhovna Rada elnöki posztjáról, miután a Kommunista Párt 28. kongresszusán Moszkvában elutasította Kijevbe való visszahívását, majd néhány nappal később sikeresen megszerezte az SZKP főtitkár-helyettesi posztját.
1990. augusztus 23-án Ivasko titkos memoranduma felvázolta azokat a stratégiákat, amelyek célja a kommunista párt vagyonának orosz és nemzetközi vegyesvállalatokon keresztüli elrejtése, mivel Borisz Jelcin, aki az Orosz Köztársaság új elnöke volt a Szovjetunióban, adót akart kivetni a kommunista párt hatalmas közigazgatási vagyonára és magára a pártra is.  A memorandum célja az volt, hogy megszervezze az SZKP pénzeszközeinek átutalását, az SZKP finanszírozását és működésének támogatását egyesületeken, vállalkozásokon, alapítványokon stb. keresztül, amelyek láthatatlan gazdaságként működnek. 1990 novemberében az orosz központi bank, akkori nevén a Goszbank létrehozta a Fimaco offshore struktúrát, hogy elrejtse ezeket a pénzeszközöket. Szergej Tretyjakov egykori KGB-ügynök szerint Vlagyimir Krjucskov, a KGB főnöke a Kommunista Párt 50 milliárd USD értékű pénzeszközét küldte ismeretlen helyre a Szovjetunió összeomlását megelőzően. 
Ivasko 1992-ben vonult nyugdíjba, és 1994. november 13-án, 62 éves korában, meghatározatlan, hosszú betegség után elhunyt.

## Fordítás
Ez a szócikk részben vagy egészben  a   Vladimir Ivashko című angol Wikipédia-szócikk fordításán alapul.  Az eredeti cikk szerkesztőit annak laptörténete sorolja fel. Ez a jelzés csupán a megfogalmazás eredetét és a szerzői jogokat jelzi, nem szolgál a cikkben szereplő információk forrásmegjelöléseként.